# Семыкин, Илья Афанасьевич
Илья Афанасьевич Семыкин — командир стрелкового отделения 515-го стрелкового полка 134-й стрелковой дивизии (69-я армия, 1-й Белорусский фронт), сержант.

## Биография
Илья Афанасьевич Семыкин родился в крестьянской семье в селе Берёзовское Минусинского уезда Енисейской губернии (в настоящее время Курагинский район Красноярского края). Окончил 4 класса школы, работал в Абакане.
Абаканским горвоенкоматом 29 июня 1941 года был призван в ряды Красной армии. На фронтах Великой Отечественной войны с сентября 1941 года.
Приказом по 515-му стрелковому полку от 21 августа 1943 года за мужество и героизм в боях с немецко-фашистскими захватчиками 13 августа 1943 года и своевременное доставление под огнём противника приказов командира роты командирам взводов красноармеец Семыкин был награждён медалью «За отвагу».
3 августа 1944 года при отражении контратаки противника восточнее города Радом ефрейтор Семыкин, подпустив противника на близкое расстояние, огнём автомата уничтожил 7 солдат. Приказом по 134 стрелковой дивизии от 14 августа 1944 года он был награждён орденом Славы 3-й степени.
Командир отделения сержант Семыкин, командуя отделением, в составе танкового десанта в ходе Висло-Одерской операции при освобождении города Радом 16 января 1945 года первым ворвался в город и отделением уничтожил около 40 солдат противника, захватил 2 пулемёта и 4 миномёта. Приказом по 69-й армии от 13 февраля 1945 года он был награждён орденом Славы 2-й степени.
При прорыве долговременной обороны противника на левом берегу реки Одер возле города Лебус сержант Семыкин 17 апреля 1945 года первым ворвался в траншею противника и из автомата сразил 9 солдат противника. 19 апреля 1945 года в бою за населённый пункт Мальнов (5 км севернее Лебуса) умело организовал отражение ожесточённых контратак противника. Был ранен, но поле боя не покинул. Указом Президиума Верховного Совета СССР от 15 мая 1946 года он был награждён орденом Славы 1-й степени.
Сержант Семыкин был демобилизован в 1945 году. Вернулся на родину. Жил в городе Абакан, работал слесарем-сантехником на мясокомбинате.
Скончался Илья Афанасьевич Семыкин 21 марта 1974 года.